# Spillemand
Spillemand er en betegnelse, som traditionelt benyttes om udøvere af traditionel instrumentalmusik.